# Eudyptula
Eudyptula is een geslacht van de orde der pinguïns. Het geslacht omvat één soort.

## Verspreiding
De pinguïns van dit geslacht zijn vooral te vinden aan de kusten van Nieuw-Zeeland, Tasmanië, de Chathameilanden en Australië.

## Soorten
- Eudyptula minor – Dwergpinguïn